# Organum orobasale
Das Organum orobasale („Mundbodenorgan“) ist eine Bildung am Boden der Mundhöhle bei vielen Säugetieren. Das Organ wird nach dem Erstbeschreiber Eberhard Ackerknecht auch Ackerknecht-Organ genannt.
Das Organum orobasale besteht beidseits aus einer kleinen Öffnung unmittelbar hinter den mittleren Schneidezähnen (I1), von denen Epithelstränge oder -schläuche in die Eigenschicht der Mundschleimhaut ziehen. Es handelt sich vermutlich um eine rudimentäre Drüse.